# Jägargranatkastarpluton
Jägargranatkastarplutonen (JGRK), är en utbildningspluton i Sverige som finns vid kavalleriregementet Livregementets husarer (K 3). Det är en av K 3:s äldsta plutoner. Dess existens har motiverats av att det alltid funnits ett behov av förbandseget artilleri. Under värnpliktssystemets tid räknades tjänsten i plutonen som en av de mest fysiskt krävande inom K3:s jägarbataljoner. 

## Historia
JGRK har sett lika olika ut genom tiderna, men kärnan har alltid varit tre pjäsgrupper, med kringfunktionerna ammunitionsförsörjning, rekognosering av pjäsplatser samt batteriplats. Batteriplats utgörs av de som sköter samband utåt samt beräknar skjutelement, det vill säga hur man ska ställa in granatkastaren för att träffa en viss koordinat. I äldre tider hörde JGRK till jägarbataljonerna (Järvbataljon, Björnbataljon, Lobataljon och så vidare), idag hör plutonen till [[31. jägarbataljonen]]. Under den gamla jägarbataljonseran bestod plutonen av tre pjäsgrupper, en ammunitions- och rekognoseringsgrupp samt en så kallad pjäsplatsgrupp, en batteriplats med förmåga till viss ammunitionshantering.
I början på LBB-eran (tidigt 2000-tal) omformades plutonen till att bestå av tre pjäsgrupper om sex man, en batteriplatsgrupp med fyra man och en rekongnoceringsgrupp med fyra-sex man. Detta system behölls tills utbildningsåret 2004/2005 då man införde en särskild ammunitionsgrupp. Under 2005/2006 fick ammunitionsgruppen utökat ansvar med förmågan att luftlandsätta ammunition och sköta mer avancerade logistikuppgifter. Eftersom plutonen gradvis har fått ökade markstridsuppgifter har man valt att omforma plutonen radikalt, i dagens läge ska den bestå av tre åttamannapjäsgrupper där ställföreträdande gruppchef och signalist får batteriplatsutbildning, samt en fyramanna chefsgrupp. Vid granatkastarskjutning består pjäsgruppen av sex man, och de övriga sköter rekognoserings- och platsuppgifter. Den indirekta eld som plutonen kan stå för ger en skvadron ett stort övertag när den bedriver strid utan understöd från egna förband, framförallt i störstrid.

## Materiel
Plutonen kan använda både 12 cm granatkastare m/41 och 8.1 cm granatkastare m/84. Oftast används den senare. Plutonen har en rad olika utrustningsalternativ, från att ha 12cm pjäs på släp efter fordon, till lätta terrängvagnar med 8.1cm pjäs på (materiel på lätt terrängvagn, soldaterna går eller springer), till att bära pjäsen (givetvis 8.1 cm). Vid tjänst till fotsburet alternativ ska varje soldat medföra en relativt tung packning. Dock förflyttar man sig oftast inte särskilt långt eller särskilt fort med all denna vikt, därför strävar man alltid efter att ha minst terrängvagnar som alternativ. Förmågan att lufttransportera avgör dock vilket utrustningsalternativ plutonen väljer.

## Andra plutoner
Även om Livregementets husarer idag är ensam om att ha JGRK finns en kompetensbevarandegrupp vid Arméns jägarbataljon (fd.Norrlands dragonregemente, (K 4)). Vid Lapplands jägarregemente (I 22), fanns även en pluton tom år 2000. Även kustjägarna har haft granatkastarpluton. På senare år frångick den dock Kustjägarkompaniet och bemannas numera av Amfibiesoldater.